# Zygmunt Berling
Zygmunt Henryk Berling (27 de abril de 1896 - 11 de julho de 1980) foi um general e político polonês. Ele lutou pela independência da Polônia no início do século XX. Durante a Segunda Guerra Mundial, ele foi condenado à morte in absentia por deserção do exército polonês do general Władysław Anders. O veredicto foi anulado pelo governo polonês no exílio. Mais tarde, ele se tornou o comandante do 1º Exército Polonês, parte do Exército Polonês na URSS, e desempenhou um papel importante no governo polonês do pós-guerra.

## Biografia
Zygmunt Berling nasceu em Limanowa em 27 de abril de 1896. Ele se juntou às Legiões polonesas de Józef Piłsudski em 1914, servindo no Regimento de Infantaria das 2ª e 4ª Legiões (Pułk Piechoty Legionów). Entre junho de 1917 e outubro de 1918, ele serviu no exército austro-húngaro. No final da Primeira Guerra Mundial, se juntou ao novo exército polonês, tornando-se o comandante de uma companhia do 4º Regimento de Infantaria. Durante a guerra polaco-soviética ganhou fama como um comandante capaz durante a Batalha de Lwów, e recebeu a medalha Virtuti Militari por sua liderança.
Depois da guerra, ele permaneceu no exército e em 1923 foi promovido a major, servindo na 15ª Divisão de Infantaria do V Distrito em Cracóvia. Em 1930, ele foi promovido a tenente-coronel e começou seu serviço como comandante, primeiro no 6º Regimento de Infantaria e depois no 4º Regimento de Infantaria. Berling inicialmente se aposentou da ativa em junho de 1939, por causa de um divórcio confuso e conflitos com seus superiores. 

## Segunda Guerra Mundial
Berling não participou da defesa durante a invasão da Polônia em 1939. Depois que a cidade de Vilnius foi ocupada pela União Soviética sob os termos ditados pelo Pacto Molotov-Ribbentrop, Berling, junto com muitos outros oficiais poloneses, foi preso pela polícia secreta da União Soviética, o NKVD. Berling permaneceu na prisão até 1940, primeiro em Starobelsk e depois em Moscou, mas desde que concordou em colaborar com os soviéticos, evitou a execução pelo NKVD no Massacre de Katyn. 
Após o acordo Sikorski-Maysky de 17 de agosto de 1941, Berling foi libertado da prisão e nomeado para ser o chefe do Estado-Maior da 5ª Divisão de Infantaria recriada, e mais tarde o comandante do acampamento temporário para soldados poloneses em Krasnowodsk. As crescentes tensões entre o governo polonês no exílio de Raczkiewicz e Sikorski em Londres e Joseph Stalin eventualmente levaram muitos soldados poloneses e mais de 20.000 civis poloneses em território soviético sob o comando do General Władysław Anders a deixar a União Soviética e formar o 2º Corpo Polonês no Oriente Médio, sob o comando britânico. Eventualmente, as relações entre o governo polonês no exílio e a União Soviética foram interrompidas depois que os alemães publicaram as descobertas sobre o Massacre de Katyn.
Durante a evacuação do exército polonês liderada pelo general Anders, Berling desertou junto com outros dois oficiais para se juntar ao Exército Vermelho. Em 20 de abril de 1943, Anders declarou a deserção dos três oficias e os expulsou do exército. Em 25 de julho de 1943, o tribunal de campo confirmou a expulsão e condenou os desertores à revelia à morte e à perda de direitos públicos para sempre.  A sentença foi anulada pelo general Kazimierz Sosnkowski Comandante em Chefe do Exército Polonês em Londres por causa de considerações políticas.
Em 1943, foi criado o exército polonês na URSS ("Exército do Povo Polonês"), uma formação das Forças Armadas polonesas no leste. Berling foi nomeado para ser o comandante de sua primeira unidade, a 1ª Divisão de Infantaria, e foi promovido a general pelo próprio Stalin. Ele se tornou o vice-comandante do exército polonês na URSS em 22 de julho de 1944.
Em 1 de agosto de 1944, o Exército Polonês subterrâneo, em contato e leal ao governo polonês no exílio em Londres, iniciou a Revolta de Varsóvia por 63 dias, em uma tentativa de libertar a cidade das forças alemãs ocupantes. Com o seu próprio exército detido no rio Vístula e enfrentando a própria Varsóvia, e sem consultar os seus superiores soviéticos, Berling emitiu ordens para enfrentar os alemão e vir em auxílio da resistência polaca. Esse comportamento pode ter causado a demissão de Berling de seu cargo logo depois.  Ele foi transferido para a Academia de Guerra em Moscou, onde permaneceu até retornar à Polônia em 1947, onde organizou e dirigiu a Academia do Estado Maior (Akademia Sztabu Generalnego). Ele se aposentou em 1953.

## Vida Posterior
Zygmunt Berling ocupou vários cargos no governo depois de 1953. Entre 1953 e 1956, foi subsecretário de Estado no Ministério das Indústrias Agrícolas Nacionais (Ministerstwo Państwowych Gospodarstw Rolnych), entre 1956 e 1957 foi o subsecretário de Estado no Ministério da Agricultura (Ministerstwo Rolnictwa) e de 1957 a 1970 ele foi o Inspetor Geral de Caçano Ministério das Florestas. Em 1963, ele se juntou ao Partido dos Trabalhadores Unidos da Polônia.
Ele está enterrado no cemitério militar de Powzki, em Varsóvia.